# Chrysotaenia fosteri
Chrysotaenia fosteri là một loài bướm đêm trong họ Geometridae.